# Лінгвістична модель
Лінгвістична модель — модель, яка на основі певних найзагальніших рис конкретної мови, формує деякі гіпотези про будову мови як абстрактну семіотичну систему, і встановлює відношення між результатами цих гіпотез та фактами реальних мов, що описуються конкретними лінгвістичними дисциплінами. Визначається властива даній мові парадигматична схема елементів (складових); компактне символічне зображення цієї схеми (або будь-яких частин чи елементів), і на основі цього створюється модель мови, як один із методів її вивчення (наприклад, породжуюча).
В залежності від наявних знань про мову і мети її вивчення, лінгвістичні моделі поділяються на такі типи:
- дослідницькі — на основі тексту (і множини правильних фраз) моделюється діяльність лінгвіста.
- аналітичні — на основі граматики і словника моделюється розуміння тексту.
- синтетичні — на основі граматики і словника моделюється створення тексту.
- породжуючі — на основі граматики і словника моделюється вміння відрізняти правильне від неправильного в мові.

У природних мовах, як правило, невелика кількість правил визначає основну множину фактів, але для невеликої кількості фактів, що залишилися, які у більшості непродуктивні, потрібна дуже велика кількість правил. Тому інколи вигідніше використати не детерміністську (структурну) модель, яка може бути надмірно громіздкою через велику кількість правил, а ймовірнісну (статистичну) модель, яка потребує менше суто статистичних правил і тому вона є менш громіздкою. Можлива втрата точності правил компенсується в такій моделі її відносною простотою.